# Cuba Libre
Cuba libre je highball koktajl, ki ga sestavljajo kola, rum in v mnogih receptih sok limete na ledu. Tradicionalno je sestavina Coca-Cola, alkohol pa je lahek rum, kot je Bacardi; vendar je pijača lahko narejena z različnimi vrstami rumov in kole, sok limete pa je lahko vključen ali pa tudi ne.
Koktajl je nastal v začetku 20. stoletja na Kubi, potem ko je država osamosvojila v špansko-ameriški vojni. Kasneje je postal priljubljen na Kubi, v ZDA in drugih državah. Njegov preprost recept in poceni, vseprisotne sestavine so jo uvedli med najbolj priljubljene alkoholne pijače na svetu. Kritiki pijač pogosto menijo, da je pijača povprečna, vendar je bila znana po svojem zgodovinskem pomenu.

## Zgodovina
Pijača je bila ustvarjena na Kubi v zgodnjih 1900-ih, vendar njen natančen izvor ni gotov. Postala je priljubljena kmalu po letu 1900, ko je bila ustekleničena Coca-Cola prvič uvožena na Kubo iz Združenih držav Amerike. Njegov nastanek je povezan z močno prisotnostjo ZDA na Kubi po špansko-ameriški vojni leta 1898; Tradicionalno ime pijače, "Cuba libre" (Svobodna Kuba/ svoboda Kubi), je bilo slogan kubanskega gibanja za neodvisnost. Včasih pravijo, da je Cuba libre nastala med špansko-ameriško vojno. Vendar je to pred prvo distribucijo Coca-Cole na Kubo leta 1900. Pijača, imenovana "Cuba libre", je bila res znana leta 1898, vendar je bila to mešanica vode in rjavega sladkorja.
Fausto Rodriguez, izvršni direktor oglaševanja Bacardi, je trdil, da je bil prisoten, ko je bila pijača prvič točena, in o tem predložil notarsko overjeno izjavo leta 1965. Po Rodriguezu se je to zgodilo avgusta 1900, ko je bil 14-letni stari sel, ki dela za pripadnika signalnega korpusa ameriške vojske v Havani. Nekega dne je Rodriguezov delodajalec v lokalnem baru naročil rum Bacardi, pomešan s Coca-Colo. To je zaintrigiralo bližnjo skupino ameriških vojakov, ki so sami naročili rundo in rodili priljubljeno novo pijačo. Bacardi je leta 1966 objavil Rodriguezovo zapriseženo izjavo v oglasu revije Life. Vendar je Rodriguezov status izvršnega direktorja Bacardija pripeljal do tega, da nekateri komentatorji dvomijo v verodostojnost njegove zgodbe. Druga zgodba pravi, da je bila pijača prvič ustvarjena leta 1902 v havanski restavraciji El Floridita za praznovanje obletnice kubanske neodvisnosti.
Pijača je postala osnovna na Kubi, saj se je prijela zaradi razširjenosti njenih sestavin. Havana je bila že v 19. stoletju znana po svojih ledenih pijačah, saj je bilo eno redkih mest v toplem vremenu, ki je imelo obilo zalog ledu, ki so ga pošiljali iz hladnejših regij. Bacardi in drugi kubanski rumi so prav tako doživeli razcvet, potem ko je osamosvojitev prinesla veliko število tujih turistov in investitorjev ter nove priložnosti za izvoz alkohola. Lahki rum, kot je Bacardi, je postal priljubljen za koktajle, saj je veljalo, da se dobro mešajo. Coca-Cola je bila v Združenih državah običajen mešalnik, odkar so jo prvič ustekleničili leta 1886, in je postala vseprisotna pijača v mnogih državah, potem ko so jo prvič izvozili leta 1900.
Rum in kokakola sta se s Kube hitro razširila v ZDA. V začetku 20. stoletja je bil koktajl, tako kot sama Coca-Cola, najbolj priljubljen v južnih Združenih državah. V času prepovedi od leta 1922 do 1933 je Coca-Cola postala priljubljen mešalnik za prikrivanje okusa nizkokakovostnega ruma in drugih alkoholnih pijač. Leta 1921 je H. L. Mencken v šali zapisal o različici Južne Karoline, imenovani "jump stiddy", ki je bila sestavljena iz Coca-Cole, pomešane z denaturiranim alkoholom, odtečenim iz avtomobilskih radiatorjev.[9] Po prohibiciji sta rum in Cola postala prevladujoča tudi v severnih in zahodnih ZDA.
Rum in Cola sta med drugo svetovno vojno dosegla novo raven priljubljenosti. Od leta 1940 so ZDA ustanovile vrsto postojank v britanski Zahodni Indiji za obrambo pred nemško mornarico. Ameriška prisotnost je ustvarila medkulturno povpraševanje, pri čemer so ameriški vojaki in domačini razvijali okuse za izdelke drug drugega. Zlasti ameriško vojaško osebje se je odločilo za karibski rum zaradi njegove poceni, medtem ko je Coca-Cola postala še posebej razširjena na otokih, zahvaljujoč podjetju, ki ga je pošiljalo z vojsko. V Združenih državah je uvoženi rum postajal vse bolj priljubljen, saj so vladne kvote za industrijski alkohol zmanjšale proizvodnjo ameriških destilarjev domačih alkoholnih pijač.
Leta 1943 je pesem Lorda Invaderja Calypso "Rum and Coca-Cola" pritegnila dodatno pozornost na pijačo v Trinidadu. Pesem je bila priredba skladbe Lionela Belasca iz leta 1904 "L'Année Passée" z novimi besedili o ameriških vojakih na Trinidadu, ki se sprehajajo z lokalnimi dekleti in pijejo rum in kokakolo. Komik Morey Amsterdam je plagiat "Rum and Coca-Cola" in licenco izdal sestri Andrews kot svoje delo. Različica sester Andrews je bila leta 1945 velik hit in je še povečala priljubljenost ruma in kokakole, zlasti v vojski. Lord Invader in lastniki Belascove skladbe so uspešno tožili Amsterdam za pravice do pesmi.
Med kubansko revolucijo leta 1959 je Bacardi pobegnil v Portoriko. Naslednje leto so ZDA proti Kubi uvedle embargo, ki je prepovedal uvoz kubanskih izdelkov, medtem ko je Kuba prav tako prepovedala uvoz ameriških izdelkov. Ker kubanski rum ni na voljo v ZDA in Coca-Cola večinoma ni na voljo na Kubi, je postalo težko narediti rum in kokakolo s tradicionalnimi sestavinami v obeh državah.

## Priljubljenost in sprejem
Zelo priljubljena sta rum in Cola; Bacardi pravi, da je to druga najbolj priljubljena alkoholna pijača na svetu. Njegova priljubljenost izhaja iz vseprisotnosti in nizke cene glavnih sestavin ter dejstva, da je zelo enostavna za izdelavo. Ker ga lahko pripravimo s poljubno količino ali stilom ruma, ga je enostavno pripraviti in težko uničiti.
Kritiki pijač imajo pogosto nizko mnenje o koktajlu. Pisatelj Wayne Curtis jo je označil za "pijačo navdihnjene blaženosti", medtem ko jo je Jason Wilson iz Washington Posta označil za "pijačo lenuh". Troy Patterson iz Slate ga je označil za "klasični povprečen karibsko-ameriški highball", ki je "postal klasik, čeprav ni bil posebej dober".
Charles A. Coulombe meni, da je Cuba libre zgodovinsko pomembna pijača in je zapisal, da je "močan simbol spreminjajočega se svetovnega reda – poroke ruma, maziva starih kolonialnih imperijev, in Coca-Cole, ikone sodobnega ameriškega globalnega kapitalizma ". Poleg tega sta tako rum kot Coca-Cola narejena iz karibskih sestavin in sta z evropsko in ameriško trgovino postala globalno blago. Kot pravi Coulombe, se zdi, da pijača "popolnoma odraža zgodovinske elemente sodobnega sveta".

## Recept in različice
Recepti se nekoliko razlikujejo po meritvah in dodatnih sestavinah, vendar sta glavni sestavini vedno rum in kola. Recept Mednarodnega združenja barmanov zahteva 5 centilitrov svetlega ruma, 12 cl kole in 1 cl svežega limetinega soka na ledu. Uporabite pa lahko poljubno količino in delež ruma in kole. Poleg tega je svetli rum tradicionalen, pogosti pa so tudi temni rum in druge sorte.
Coca-Cola je običajna kola v pijači, do te mere, da kupci le redko naročijo kaj drugega. To sega v izvor pijače na Kubi in se je utrdilo v dvajsetih letih dvajsetega stoletja, ko se je Coca-Cola po bankrotu Pepsija in Chero-Cole pojavila kot primarna blagovna znamka kole in zato najprimernejši mešalnik kole v alkoholnih pijačah. Pozneje Pepsijevi poskusi vstopa na trg koktajlov so bili neuspešni, še posebej potem, ko je pesem "Rum and Coca-Cola" utrdila asociacijo v javni domišljiji.
Kljub temu se včasih uporabljajo različne kole. Na Kubi, ker Coca-Cola ni bila uvožena od ameriškega embarga leta 1960, se domača TuKola uporablja v Cuba libres. Druge pogoste različice zahtevajo mehiško kokakolo (ki uporablja trsni sladkor namesto koruznega sirupa z visoko vsebnostjo fruktoze), Moxie, dietno kokakolo (Cuba Lite ali rum in dieta) in Dr. Pepper (Kapitan in poper, ki vsebuje začinjen rum Captain Morgan) .
Limeta je tradicionalno vključena v pijačo, čeprav je pogosto izpuščena, še posebej, če je naročilo samo za "rum in kokakolo". Nekateri zgodnji recepti so zahtevali, da se vmeša sok limete; drugi so vključevali limeto le kot okras. Drugi zgodnji recepti so zahtevali dodatne sestavine, kot sta gin in grenčice. Nekateri viri menijo, da je limeta bistvenega pomena za pijačo, da je pravi Cuba libre, ki ga razlikujejo od zgolj ruma in kokakole. Vendar pa je limeta pogosto vključena tudi v naročila za "rum in kokakolo".
Ko se uporablja staran añejo rum, se pijača včasih imenuje Cubata, ime, ki se v Španiji neuradno uporablja tudi za katero koli Cuba libre. Nekateri sodobni recepti, ki jih navdihujejo starejši, vključujejo dodatne sestavine, kot so grenčice. Bolj izpopolnjene različice z nadaljnjimi sestavinami vključujejo Cinema Highball, ki uporablja rum, prepojen s pokovko na maslu in pomešan s kole. Drugi je koktajl Mandeville, ki vključuje svetli in temni rum, kola in sok citrusov skupaj z absintom Pernod in grenadino.